# Alberto Franco Nogueira
Alberto Marciano Gorjão Franco Nogueira GCTE • GCC • GCIH (Vila Franca de Xira, Vila Franca de Xira, 17 de Setembro de 1918 - 14 de Março de 1993) foi um político e diplomata português durante o Estado Novo.

## Biografia
Alberto Marciano Gorjão Franco Nogueira, filho dum jurista, parecia seguir a tradição familiar ao inscrever-se na Faculdade de Direito da Universidade de Lisboa no ano de 1935, onde se licenciou com a classificação final de 13 valores em Julho de 1940.

### A carreira diplomática
Em 1941, participa num concurso de entrada para o pessoal do Ministério dos Negócios Estrangeiros, tendo alcançado o lugar de adido de legação. Durante o concurso, cujos candidatos foram avaliados por Luís Teixeira de Sampaio, realizou um trabalho sobre Portugal e a Conferência de Berlim. Colocado na Secretaria de Estado, a sua carreira diplomática evoluiu com as nomeações para 3.º secretário (1943) e 2.º secretário de legação (1945). Paralelamente, colaborava na imprensa, como crítico literário. Foi amigo pessoal, entre outros escritores, de Castro Soromenho.
Após alcançar o posto de 2.º secretário, Franco Nogueira é enviado para a delegação no Japão, onde chega (já depois do fim da Segunda Guerra Mundial) em janeiro de 1946, vindo a desempenhar as funções de representante português junto do Alto Comando Aliado que ocupava o arquipélago. No final desse ano requer oficialmente autorização para casar com a luso-chinesa Vera Machado Wang, tendo a permissão chegado em julho de 1947 e o matrimónio sido realizado dois meses depois.
Em 1949, Franco Nogueira ascende ao estatuto de cônsul de 2.ª classe e é colocado em Sydney, mas nunca chegará a ocupar esse lugar, sendo transferido para os serviços internos do Ministério e regressando a Lisboa em julho de 1950. Durante a década seguinte, assume um protagonismo crescente nos entre os diplomatas portugueses. Já como cônsul de 1.ª classe, faz parte das delegações às sessões da Comissão de Cooperação Técnica em África (CCTA) e às conferências de defesa de África. Em 1953, viaja pela primeira vez à África portuguesa, numa missão de serviço a Moçambique. Obtém a promoção a Conselheiro de Legação com uma monografia que seria publicada em 1957 com o título A Luta pelo Oriente. Integrado no corpo consular, torna-se cônsul-geral em Londres no ano de 1955. Participa nas delegações portuguesas às conferências da Organização Internacional do Trabalho de 1956 e 1957 e à reunião de plenipotenciários que em Agosto de 1956 elabora em Genebra uma convenção para a supressão da escravatura. Finalmente, é um dos membros da missão enviada à XI Assembleia-Geral das Nações Unidas, em Novembro de 1956, estando sempre presente nos plenários que se realizam em Nova Iorque até 1960. Iniciam-se então os seus combates em defesa da política ultramarina do Estado Novo, crescentemente contestada à medida que entram para a ONU os novos países resultantes da descolonização. É precisamente esta a ser tratada na Quarta Comissão, onde Franco Nogueira se notabiliza na resposta aos ataques do chamado bloco afro-asiático. O jovem diplomata aborda igualmente a questão ultramarina em conferências e colóquios dentro e fora de Portugal.
A sua carreira no Ministério progride com a promoção a ministro plenipotenciário de 2.ª classe e o regresso a Lisboa em fevereiro de 1958, quando ocupa a função de adjunto do director-geral dos Negócios Políticos e da Administração Interna. Em Dezembro do ano seguinte, é já ministro plenipotenciário de 1.ª classe e substitui o director-geral que antes adjuvava. Torna-se o número dois do Palácio das Necessidades, colaborando de perto com o então ministro Marcello Mathias, que acompanha em várias visitas oficiais. Ansioso por abandonar o Ministério e partir para a embaixada em Paris, Mathias vê Franco Nogueira como o seu sucessor e aponta o seu nome a Salazar.

### Ministro dos Negócios Estrangeiros
Em 16 de abril de 1961 (apenas três dias depois do fracasso do golpe de Botelho Moniz), o Presidente do Conselho reúne-se com Nogueira, convencendo este a aceitar o cargo de ministro dos Negócios Estrangeiros, no qual toma posse em 4 de Maio. A 15 de Maio desse ano é agraciado com a Grã-Cruz da Ordem do Infante D. Henrique.
Até abandonar a pasta, em 5 de outubro de 1969, Alberto Franco Nogueira enfrenta uma conjuntura marcada pela guerra em África e pelo crescente isolamento internacional de Portugal que o conflito provoca. Interna e externamente, ataca as Nações Unidas e denuncia aquilo que considera como os interesses imperialistas das grandes potências nas “províncias ultramarinas” portuguesas. Em numerosas visitas oficiais e presenças nas reuniões da NATO, procura, com algum sucesso, ganhar apoios internacionais, deslocando-se ainda a Angola (1964) e Moçambique (1966). Colaborador próximo de Salazar e fiel seguidor da estratégia deste, Nogueira ganha peso no interior do regime. A 29 de Agosto de 1963 é agraciado com a Grã-Cruz da Ordem Militar de Nosso Senhor Jesus Cristo e a 1 de Julho de 1966 com a Grã-Cruz da Antiga e Muito Nobre Ordem Militar da Torre e Espada, do Valor, Lealdade e Mérito.
No entanto, a doença e o afastamento de Salazar da presidência do Conselho, em setembro de 1968, colocam-no numa situação política difícil. Perante a opção de Américo Tomás por Marcelo Caetano com o qual tinha e iria ter vários confrontos políticos por divergirem quanto ao que fazer com o Ultramar. Pois Franco Nogueira defendia o integracionismo. Nessa altura pretende deixar o Ministério, mas, o novo Presidente do Conselho consegue mantê-lo na pasta por mais um ano.

### De 1969 a 1974
Abandonado o Governo, entra de licença ilimitada no ministério dos Negócios Estrangeiros e é-lhe atribuído o título, honorífico, de «embaixador», que ostentará até à morte; nesse mesmo ano de 1969 torna-se um dos deputados eleitos para a X Legislatura da Assembleia Nacional. Paralelamente, é nomeado administrador do Caminho-de-Ferro de Benguela e integra o Conselho de Administração do Banco Espírito Santo. De novembro de 1973 a abril de 1974 é Procurador na XI Legislatura, a última, da Câmara Corporativa. As diferenças de opinião em relação ao então Chefe do Governo - num sentido conservador e integracionista - serão numerosas.

### A prisão e o exílio
Para a nova situação política saída do 25 de Abril, Nogueira é um dos máximos representantes do regime derrubado. Após o 28 de setembro, é preso pelo Copcon e enviado para a prisão de Caxias, sofrendo de problemas cardíacos que o levam, ainda como detido, ao Hospital de Santa Maria de cujos serviços da UTIC, onde se encontrava desde o enfarte de miocárdio que o levara de urgência ao Hospital, foi "despejado" por pessoal servente e de enfermagem, tendo dado entrada pela madrugada de uma das primeiras noites de Maio de 1975, de maca, na Sala 2 de Caxias onde veio a encontrar-se, muito débil e combalido, com o Dr. César Moreira Baptista (ex-Ministro do Interior), o 5.º Duque de Palmela, o Dr. Francisco Ribeiro de Spínola (irmão do Marechal António de Spínola), Júlio Moreno e mais dez detidos que ocupavam então um espaço inicialmente destinado a sete.
Libertado em 13 de maio de 1975, exila-se em Londres, onde exerce funções profissionais no sector privado e se entrega à escrita de uma biografia de Salazar (baseada no seu acesso aos arquivos pessoais do ditador, conseguido ainda durante o marcelismo). A obra foi publicada em seis volumes, sendo Nogueira também autor de um volume inicialmente apresentado  como suplemento, dedicado ao período do Estado Novo, da História de Portugal dirigida por Damião Peres.

### O regresso a Portugal
Entretanto, o ex-ministro regressou em 1981 ao país natal, não deixando de comentar (com um olhar bastante crítico) a evolução do país e do mundo, até morrer em Lisboa no dia 14 de março de 1993, de doença incurável. Nos últimos anos de vida exerceu funções docentes no ensino superior privado: Universidade Livre (Lisboa) (ca. 1981-1986); Universidade Autónoma de Lisboa (1986-1987); e Universidade Lusíada (Lisboa) (1987 ss.). Nesta última chegou a Director do Departamento de História, onde regeu disciplinas de História Contemporânea. Postumamente foi designado doutor honoris causa desta Universidade, onde, no conjunto dos edifícios-sede, em Lisboa, foi dado o seu nome a um anfiteatro.

## Obras de Franco Nogueira
- Jornal de Crítica Literária (1954)
- A Luta pelo Oriente (1957)
- As Nações Unidas e Portugal (1961)
- Política Externa Portuguesa (1964)
- Terceiro Mundo (1967)
- Debate Singular (1970)
- As Crises e os Homens (1971)
- Salazar (6 volumes, 1977-1985)
- Diálogos Interditos (2 volumes, 1979)
- História de Portugal, 1933-1974 (1981)
- Um Político Confessa-se. Diário 1960-1968 (1986)
- Juízo Final (1992)
- Tóquio (2019)